# Carlos Rivero Ortega
Carlos Rivero Ortega (1907-1953) fue un fotógrafo mexicano que por cinco décadas hizo retratos a hombres, mujeres y niños de diversas clases sociales de Puebla.

## Biografía
Desde su juventud, Carlos Rivero se inclinó por la fotografía. Estudió dibujo en la Academia de San Carlos para conocer la anatomía de los rostros y realizar un retoque adecuado para dotar al rostro de una expresión natural. También fue un gran concertista, su instrumento era el piano.  

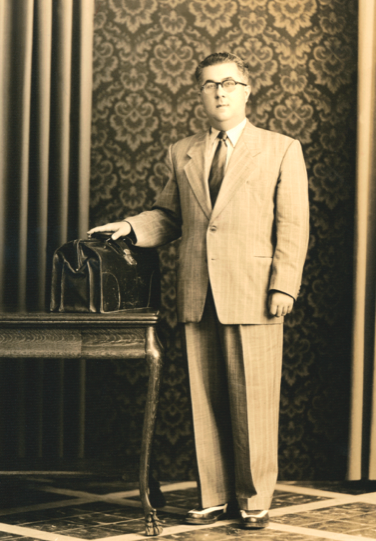
Retrato de médico de Carlos Rivero Ortega

## Obra
Carlos Rivero estableció en la capital de Puebla su estudio fotográfico, llamado Fotografía Rembrandt, en la calle de Guevara, que al cambio de nomenclatura se convirtió en la Calle del 5 de Mayo. Después tomó en traspaso la fotografía de Ismael Rodríguez Ávalos, la de la Calle de Cholula n.º 1½ (hoy Avenida de la Reforma), así que desde los dos estudios realizó fotografías a diversos sectores de la población. 
Una cualidad de Rivero fue retratar a las personas destacándolos en su profesión, así, médicos, militares, sacerdotes, maestros y músicos quedaron representados para la posteridad. Rivero en los años 20s realizó imágenes en color, básicamente transparencias, un proceso que no comercializó, probablemente por los altos costos. 
En un concurso de fotografía efectuado en la ciudad de Roma, Rivero obtuvo el primer premio otorgándosele una medalla de oro y un diploma. Asimismo, en la Feria Comercial de Puebla en 1926, presentó a concurso diversas fotografías y ganó la medalla de plata por el segundo lugar.
En 1929, el estudio de la calle del 5 de Mayo se incendió, los materiales fotográficos eran altamente explosivos y el mínimo descuido era motivo para un incendio, afortunadamente los daños fueron menores.  En 1938, Rivero estableció su estudio definitivo y su casa particular en el Portal Hidalgo n.º 2, lugar donde trabajo hasta los años sesenta del siglo XX. 
De las fotografías de Rivero, el fondo de los niños y niñas es de una gran calidez y sensibilidad. Los niños y niñas están retratados con la cámara a su nivel, ya estuvieran de pie o sentados en sillas a su medida. Ellos eran acompañados con diversos juguetes tales como aros, triciclos y muñecas ya no hay infancia sin juguete. Los retratos realizados por Rivero son un testimonio visual de ciertos momentos de la vida de sus personajes.  Son documentos sobre los que se puede reflexionar acerca de cómo ellos fueron representados hacia la sociedad en la que se desenvolvían.